# Gloria Saccani Jotti
Gloria Saccani Jotti (Reggio Emilia, 24 ottobre 1956) è una politica italiana.

## Biografia
Laureata in medicina e specializzata in anatomia patologica, insegna patologia clinica all’Università di Parma. Ha fatto parte del Consiglio di Amministrazione dell'AIFA (Agenzia Italiana del Farmaco) dal 2009 al 2013 ed è stata membro del CDA del CNR (dal 2011 al 2018).
Iscritta a Forza Italia, alle elezioni politiche del 2008 viene candidata al Senato della Repubblica nelle liste del Popolo della Libertà nella circoscrizione Lombardia, ma non è eletta.
Alle elezioni politiche del 2018 viene candidata alla Camera dei deputati, tra le liste di Forza Italia nel collegio plurinominale Lombardia 1 - 01, risultando eletta deputata. Nel corso della XVIII legislatura è stata componente della 7ª Commissione Cultura, scienza e istruzione.
Alle elezioni politiche anticipate del 2022 viene ricandidata alla Camera nel collegio uninominale Emilia-Romagna - 10 (Forlì), sostenuta dalla coalizione di centro-destra in quota forzista, venendo rieletta a Montecitorio con il 40,37% dei voti contro i candidati del centro-sinistra, in quota Partito Democratico, Massimo Bulbi (34,47%) e del Movimento 5 Stelle Paolo Pasini (9,26%). Durante la formazione delle candidature nell’uninominale, quella di Saccani Jotti venne criticata perché "calata dall’alto" ed estranea rispetto ai territori in cui è candidata.
Durante la fase della formazione del governo presieduto da Giorgia Meloni, è stata indicata come possibile Ministro dell'università e della ricerca, anche dal presidente di Forza Italia Silvio Berlusconi, ma alla fine viene nominata al suo posto la collega di partito Anna Maria Bernini.
Nella XIX legislatura è componente della 4ª Commissione Difesa.